# Pretzel Logic
| 전문가 평가                   | 전문가 평가 |
| 평가 점수                     | 평가 점수   |
| 출처                          | 점수        |
| ----------------------------- | ----------- |
| AllMusic                      | [ 3 ]       |
| Chicago Tribune               | [ 4 ]       |
| Christgau's Record Guide      | A+          |
| Encyclopedia of Popular Music | [ 6 ]       |
| The Great Rock Discography    | 9/10        |
| Music Story                   | [ 7 ]       |
| MusicHound Rock               | 4.5/5       |
| The Rolling Stone Album Guide | [ 8 ]       |
| Tom Hull – on the Web         | A+          |
| Uncut                         | [ 10 ]      |

《Pretzel Logic》은 1974년 2월 20일 ABC 레코드에서 발매된 미국의 록 밴드 스틸리 댄의 세 번째 스튜디오 음반이다. 이 곡은 주 밴드 멤버 월터 베커와 도널드 페이건이 작사, 작곡했으며 프로듀서 게리 캐츠와 함께 웨스트로스앤젤레스의 빌리지 레코더에서 녹음했다. 이 음반은 베커, 페이건, 데니 디아스, 짐 호더, 제프 백스터(두비 브라더스에 합류하기 위해 떠난)의 완전한 5인조 라인업을 특징으로 하는 마지막 음반이었고, 또한 로스앤젤레스에 기반을 둔 많은 저명한 스튜디오 음악가들의 상당한 기여를 특징으로 한다. 스틸리 댄이 여전히 활동적인 투어 밴드였을 때 이 음반은 제작되고 발매된 마지막 음반이었다.
이 음반은 상업적이고 비평적인 성공을 거두었다. 히트 싱글 〈Rikki Don't Lose That Number〉는 1973년 음반 《Countdown to Ecstasy》의 실망스러운 공연 이후 스틸리 댄의 라디오 존재감을 회복하는데 도움을 주었다. 《Pretzel Logic》은 1987년에 CD로 재발매되었고 1999년에 회고적인 비평가들의 찬사를 받으며 리마스터링 되었다.

## 녹음 및 제작
《Pretzel Logic》은 웨스트로스앤젤레스의 빌리지 레코더에서 녹음되었다. 게리 캐츠가 프로듀싱하고 주로 월터 베커와 밴드 리더 도널드 페이건이 작사, 작곡했으며, 그는 노래와 키보드도 연주했다. 이 음반은 스틸리 댄의 주요 멤버로서 베커와 페이건의 역할의 시작을 알렸다. 그들은 《Pretzel Logic》을 녹음하기 위해 로스앤젤레스에 기반을 둔 저명한 스튜디오 음악가들을 모집했지만, 드럼을 제외하고는 가끔 오버더빙에만 사용했다. 드럼에서 창립 드러머 짐 호더는 백싱어로 전락했고, 음반의 모든 곡을 위한 드럼 키트에서 짐 고든과 제프 포카로 대체되었다. 스틸리 댄의 제프 백스터는 페달 스틸 기타와 핸드 드럼을 연주했다.
뉴욕의 브레첼 판매상이 등장하는 커버 사진은 음악가들과 할리우드 유명 인사들의 사진작가인 레이안 루벤슈타인에 의해 찍혔다. 그녀는 5번가와 79번가의 서쪽, 79번가 횡단(센트럴 파크를 통과하는 도로) 바로 위, "광부의 문(Miners' Gate)"이라고 불리는 공원 입구에서 사진을 찍었다.

## 마케팅 및 판매
《Pretzel Logic》은 1974년 2월 20일 ABC 레코드에 의해 높은 판매량으로 발매되었다.  이 음반은 빌보드 200에서 8위를 차지했고 스틸리 댄의 세 번째 골드 인증 음반이 되었다. 《Countdown to Ecstasy》의 실망스러운 공연 이후, 이 음반은 그들의 경력에서 가장 큰 팝 히트가 되었고 빌보드 핫 100에서 4위로 정점을 찍은 싱글 〈Rikki Don't Lose That Number〉로 라디오 존재감을 회복했다. 1993년 9월 7일, 《Pretzel Logic》은 미국 음반 산업 협회로부터 플래티넘 인증을 받았고, 미국에서 백만 장을 출하했다.

## 곡 목록
모든 곡들은 특별한 언급이 없는 한 월터 베커와 도널드 페이건에 의해 작사/작곡하였다.
| #  | 제목                             | 작사·작곡                | 재생 시간 |
| -- | -------------------------------- | ------------------------ | --------- |
| 1. | 〈Rikki Don't Lose That Number〉 |                          | 4:32      |
| 2. | 〈Night by Night〉               |                          | 3:40      |
| 3. | 〈Any Major Dude Will Tell You〉 |                          | 3:05      |
| 4. | 〈Barrytown〉                    |                          | 3:17      |
| 5. | 〈East St. Louis Toodle-Oo〉     | 듀크 엘링턴, 버버 마일리 | 2:45      |

| #  | 제목                    | 재생 시간 |
| -- | ----------------------- | --------- |
| 1. | 〈Parker's Band〉       | 2:36      |
| 2. | 〈Through with Buzz〉   | 1:30      |
| 3. | 〈Pretzel Logic〉       | 4:32      |
| 4. | 〈With a Gun〉          | 2:15      |
| 5. | 〈Charlie Freak〉       | 2:41      |
| 6. | 〈Monkey in Your Soul〉 | 2:31      |